# شجرة الحياة (قبالة)
شجرة الحياة هي رسم توضيحي يستخدم في تقاليد باطنية مختلفة. وعادةً ما يتكون من 10 نقاط، تسمى سيفروت ترمز إلى نماذج بدائية مختلفة و 22 خطا تربط العقد فيما بينها. غالبًا ما يتم ترتيب العقد في ثلاثة أعمدة لتمثيل أنها تنتمي إلى فئة مشتركة.
وعادة ما ترسم العقد كمجالات والخطوط تمثل عادة المسارات. عادة ما تمثل هذه العقد جوانب الوجود، أو الله، أو النفس البشرية. تمثل الخطوط عادة العلاقة بين المفاهيم المنسوبة إلى المجالات أو وصف رمزي للمتطلبات للانتقال من مجال إلى آخر. ترتبط العقد أيضًا بآلهة أو ملائكة أو أجسام سماوية أو قيم أو ألوان مفردة أو مجموعات منها وأرقام محددة. عادة ما ترمز الأعمدة إلى ركائز . وعادة ما تمثل هذه الأعمدة أنواعًا مختلفة من القيم، أو الشحنات الكهربائية، أو أنواع السحر الاحتفالي. يشار إليها عادة بأنها شجرة حياة قبالية من أجل تمييزها عن المفاهيم الأخرى التي تحمل الاسم نفسه. في القبالة اليهودية، تسمى السيفورات . الرسم التوضيحي يستخدم أيضا من قبل القبالة المسيحية، والقبالة الهمطيقية والثيوية. ويعتقد أن المخطط يمكن استخلاصه من زهرة الحياة.
يعتقد العلماء أن مفهوم شجرة الحياة ترجع أصولها إلى بلاد أشور في القرن التاسع قبل الميلاد. كما أعطى الآشوريون قيمًا وأرقامًا محددة لآلهتهم مشابهة لتلك التي استخدمت من قبل القبالة اليهودية في وقت لاحق. تعود بدايات «القبالة اليهودية» إلى عصر القرون الوسطى، التي نشأت في كتاب الحير وكتاب الزوهار. ومع ذلك، ظهر المثال التاريخي الأول للرسم التخطيطي الحديث بعد عدة قرون في الترجمة اللاتينية لـ لبوابات النور في عام 1516. ظهرت النسخة المستخدمة من قبل اليهود القبلية الحديثة لأول مرة في النسخة المطبوعة من بارديس ريمونيم في عام 1591 .

## روابط خارجية
- مشروع ايلانوت (Ailanot Project) عبارة عن فهرس وصفي يمكن البحث فيه عن الرسوم البيانية الكبابية في المخطوطات والكتب من عصر القرون الوسطى إلى القرن العشرين.